# Jules Ouvrard
Julien Ouvrard, dit Jules Ouvrard (3 octobre 1798 à Haute-Goulaine - 22 juin 1861 dans le 2e arrondissement de Paris), est un homme politique français.

## Biographie
Fils du célèbre banquier Gabriel-Julien Ouvrard et d'Elisabeth Thébaud, Jules Ouvrard  fit ses études au lycée Napoléon, entra en 1822 au ministère de l'Intérieur, mais en sortit eu 1824, à l'époque où son père eut des démêlés avec le gouvernement. Propriétaire du Clos-Vougeot, il s'adonna alors à la viticulture. En 1830, il publia une brochure sur la Conversion des Rentes, collabora pendant quelque temps à la Presse et fut nommé colonel de la garde nationale de Nuits. 
Conseiller général de la Côte-d'Or de 1840 à 1848, pour le canton de Nuits-Saint-Georges, il se rallia, après la révolution de février et l'élection présidentielle du 10 décembre, à la politique du prince Louis-Napoléon Bonaparte, fut élu, comme candidat du gouvernement, député de la 2e circonscription de la Côte-d'Or, le 29 février 1852, et fut réélu, le 22 juin 1857. À la Chambre, il fit partie de la commission du budget et de la commission des crédits supplémentaires, et fut rapporteur du projet de loi relatif à la caisse de retraites pour la vieillesse. 
Décédé le 22 juin 1861, il fut remplacé, le 18 août suivant, par Marey-Monge. Il est inhumé au cimetière du Père-Lachaise (20e division).

## Publications
- Réflexions sur la proposition de M. Gouin, relative à la conversion de la rente 5%, 1838

## Sources
- « Jules Ouvrard », dans Adolphe Robert et Gaston Cougny, Dictionnaire des parlementaires français, Edgar Bourloton, 1889-1891 [détail de l’édition]